# 六月の蛇
『六月の蛇』（ろくがつのへび）は、2002年の日本のエロティック・スリラー映画である。塚本晋也が監督を務め、黒沢あすかと神足裕司が主演を務めている。第59回ヴェネツィア国際映画祭にて「コントロ・コレンテ」部門の審査員特別賞を受賞した。

## あらすじ
「こころの健康センター」電話相談室でカウンセラーを務める辰巳りん子（黒沢あすか）は、夫の重彦（神足裕司）と暮らしている。りん子と重彦はセックスレスの状態が続いている。ある日、りん子のもとへ写真の束が送られてくる。そこには、部屋で自慰行為をする彼女の姿が収められていた。写真の送り主は、かつて彼女が自殺を思いとどまらせた相談者の飴口道郎（塚本晋也）である。
りん子は飴口からの電話を受けて、指定された駅のトイレに向かう。彼女は写真のフィルムを受け取る代わりに、屋外で自慰行為をするよう命令される。次第に、りん子の心に眠っていた性的な欲望が目覚めていく。後日、りん子は医師の診断を受けた結果、乳癌を患っていると知らされる。
1枚の写真を拾った重彦は、りん子の行動に疑念を抱き、彼女を尾行する。りん子は、雨が降りしきる路地裏の空き地に到着すると、衣服を脱ぎ捨てて自慰行為をする。自動車に乗った飴口は、彼女の姿を写真に収める。りん子は無数のフラッシュを浴びながら絶頂を迎える。重彦は、驚きと興奮の入り交じった表情で、その様子を物陰から見つめる。
重彦は飴口に呼び出されて、暴行を受ける。末期癌を患っている飴口は、その後、命を落とす。りん子は、傷だらけの重彦と再会を果たす。2人は裸になり、激しく愛し合うのであった。

## キャスト
- 黒沢あすか - 辰巳りん子
- 神足裕司 - 辰巳重彦
- 塚本晋也 - 飴口道郎
- 寺島進
- 田口トモロヲ
- 鈴木卓爾
- 花原照子 - 重彦の母

## 評価
Rotten Tomatoesでは、9件の批評家レヴューで平均値は5.4点、支持率は56%だった。
『Variety』のデヴィッド・ルーニーは、「操作と支配という暗い主題から、回復と再生という結末へ至る本作は、監督の塚本晋也にとって珍しく楽天的な作品である」と指摘した。『The Guardian』のピーター・ブラッドショウは、「三池崇史監督の『オーディション』や村上龍監督の『トパーズ』に似た日本的な味わいが感じられる」と述べて、本作に5点満点の4点を与えた。

### 受賞
- 第59回ヴェネツィア国際映画祭 - 「コントロ・コレンテ」部門 審査員特別賞[5]
- 第13回東京スポーツ映画大賞 - 主演女優賞（黒沢あすか）[6]
- 第25回ヨコハマ映画祭 - 日本映画 第5位[7]